# HMS Reaper (D82)
Авіаносець «Ріпер» (англ. HMS Reaper (D82)) — ескортний авіаносець США часів Другої світової війни типу «Боуг» (2 група, тип «Ameer»/«Ruler»), переданий ВМС Великої Британії за програмою ленд-лізу.

## Історія створення
Авіаносець «Ріпер» був закладений 5 червня 1943 року на верфі «Seattle-Tacoma Shipbuilding Corporation» під назвою «USS Winjah (CVE-54)». Спущений на воду 22 листопада 1943 року. Переданий ВМС Великої Британії, вступив у стрій під назвою «Ріпер» 18 лютого 1944 року.

## Історія служби
Після вступу у стрій «Ріпер» перейшов в Англію в липні 1944 року та перевозив літаки зі США в Англію.
З травня 1945 року авіаносець здійснював перевезення літаків на Тихому океані.
Після закінчення війни він доставив у США для випробувань багато захоплених німецьких літаків, зокрема Arado Ar 234 Blitz та Heinkel He 219.
20 травня 1946 року авіаносець «Ріпер» був повернутий США, де 2 липня того ж року був виключений зі списків флоту. В липні того ж року корабель був проданий компанії «Waterman Steamship Corporation» та переобладнаний на торгове судно «South Africa Star».
Корабель був проданий на злам у 1967 році та розібраний на метал в Японії.